# 宮田川 (福島県)
宮田川（みやたがわ）は、福島県南相馬市小高区を流れる河川であり、二級水系宮田川水系の本流である。

## 地理
南相馬市小高区東部の神山地区の丘陵部を水源とし、同区蛯沢地区で太平洋に注ぐ。流域は多くが水田として用いられ、特に下流部は井田川浦の干拓によって埋め立てられた低地であり、現在では小高東工業団地が造成されている。下流部は低地が広がるため度々水害に悩まされており、1966年、1969年の洪水を機に局部改良事業が行われ、排水機場の設置も行われたが、1980年9月の洪水など水害が多発し、1983年より統合二級河川整備事業が実施されている。しかし、1986年8月の8.5水害や1989年8月、1991年8月など近年でも洪水被害が度々発生している。

## 流域の自治体
福島県
- 南相馬市小高区

## 支流
下流より記載
- 井田川中央排水路
- 岩落川

## 主な橋梁
下流より記載
- 羽和形橋（福島県道255号幾世橋小高線）
- 井田川橋（南相馬市道469号井田川中央線）
- （南相馬市道462号広畑半谷線）
- 西迫橋（福島県道391号広野小高線）
- 宮田川橋（一級市道102号女場下浦線）
- 弥生橋（南相馬市道816号下浦耳谷線）
- 宮田川橋（国道6号）
- 行津橋（一級市道103号浦尻川房線）
- 芦ヶ廹橋（南相馬市道498号田中芦ヶ廹線）
- 善光寺橋（南相馬市道499号中村廹線）
- 法事塚橋（南相馬市道103号浦尻川房線）
- 加賀後橋（南相馬市道103号浦尻川房線）
- 宮田橋（福島県道120号浪江鹿島線）
- 宮田川橋梁（JR常磐線）
- 湯洗前橋（南相馬市道819号堀切砂子町線）
- 神山下橋（南相馬市道513号神山下池ノ沢線）
- 堂平橋（南相馬市道515号神山長畑線）

## 河川施設
- 井田川排水機場
- 小高排水機場
- 福浦南部排水機場